# Porsche 908
Cet article concerne la voiture de sport Porsche 908. Pour le prototype Peugeot, voir Peugeot 908. Pour le calendrier julien, voir 908.
Chronologie des modèles (1968 - 1971)
La Porsche 908 est un prototype de course produit par Porsche de 1968 à 1971.

## Conception

### Évolution technique de 1968
Dès la première année de production, plusieurs évolutions sont apportées. Le moteur Type 908 est réalésé à 2997 cm3, pour un alésage course de 85 mm x 66 mm. La puissance du moteur est portée à 350 ch, contre 320 précédemment. De plus, une boite de vitesses à 5 rapports est utilisée pour la fin de saison, mise à part pour les 24 Heures du Mans où la boite à 6 rapports est conservée. la voie avant de la Porsche 908 est élargie pour atteindre 1486 mm. Enfin, les châssis sont fabriqués en aluminium et non plus en acier (à partir du châssis 012).

### Évolution technique de 1969
Porsche conserve le châssis en aluminium. Diverses améliorations sont apportées au moteur, notamment, le vilebrequin, l'échappement et l'ordre d'allumage.

## Histoire
La 908 a pris la succession de la Porsche 907 après l'évolution des réglementations du Championnat du monde des voitures de sport en 1967. Elle était à l'origine un coupé avec une queue courte pour les circuits lents (Sebring, Nürburgring) et une longue queue pour les circuits rapides (Spa, Monza, Le Mans). avant de devenir un spyder dans ses versions 908/02 et 908/03, qui sont en fait à chaque fois de toutes nouvelles voitures.
Malgré une victoire aux 1 000 kilomètres du Nürburgring en 1968, la voiture ne rencontre pas les succès attendus avec sa faible cylindrée (3000 cm³) face à la Ford GT40 (5000 cm³) qui était encore permise durant cette saison en catégorie Sport en raison du nombre minimal de cinquante voitures construites par Ford. Pour combler cet écart, Porsche développera en 1969 la 917 construite pour la catégorie Sport limitée désormais à 25 exemplaires avec un moteur 12 cylindres de 4500 cm³ basé sur le 8 cylindres de la 908.
L'année suivante, en 1969, le nouveau spyder 908/02 est utilisé sur les circuits lents. Les premières courses qui sont les 24 Heures de Daytona et les 12 Heures de Sebring, se soldent par des échecs qui laissaient envisager l'arrêt de la carrière sportive de la 908 au profit de la 917, mais le léger spyder reste de loin le plus performant sur des circuits sinueux comme le Nürburgring ou la Targa Florio. Un enchaînement impressionnant de victoires permettra la victoire finale au Championnat du monde des voitures de sport 1969, mais au Mans, les différents modèles Porsche (908 longue queue, 908/02 et Porsche 917 LH) seront battus par la vieille Ford GT40 Gulf de Jacky Ickx lors d'une arrivée mémorable face la Porsche 908 de Hans Hermann.
En 1970 et 1971, les 917 et le nouveau spyder 908/03 sont utilisés respectivement sur les circuits rapides et sur les circuits sinueux. L'utilisation de ces deux voitures offrent les titres de champion du monde à Porsche. Lors des 12 Heures de Sebring de 1970, Steve McQueen termine deuxième au volant d'une 908/02 privée qui sera aussi utilisée pour tourner des scènes du film Le Mans aux 24 Heures du Mans 1970.
Porsche arrête ensuite la compétition au plus haut niveau et revend les 908 qui sont utilisées par des écuries privées comme Martini Racing et Joest Racing en différentes versions modifiées jusqu'en 1981.

## Les variantes de la Porsche 908

### Porsche 908 L
La Porsche 908 L (« Lang Heck » en allemand; « longue queue » en français) est une version avec un capot arrière plus long que la version simple. Ce nouveau capot modifie la longueur totale de la voiture, qui atteint maintenant 4839 mm. Des jantes de 15 pouces de diamètre sont montées sur cette version. Contrairement à la première version de la Porsche 908, le châssis est en aluminium. Tous ces changements ont une incidence sur le poids de la voiture, qui augmente pour atteindre 680 kg.

### Porsche 908/02
Pour 1969, Porsche développe une version à cockpit « ouvert » de la Porsche 908 : la Porsche 908/02. À la suite de ce changement, le poids de la 908/02 est ramené à 600 kg. Elle est également plus compacte (longueur : 4020 mm, hauteur : 730 mm sans l'arceau monté) que la version initiale de la Porsche 908.

## Résultats en compétition
- Championnat du monde des voitures de sport
  - Victoire en 1969 (saison complète)
  - Victoires en 1970 et 1971 (avec l'appoint de la Porsche 917 en août)

- Vainqueur des 1 000 kilomètres du Nürburgring en 1968, 1969, 1970, 1971 et 1980
- Vainqueur de la Targa Florio en 1969 et 1970
- Vainqueur des 6 Heures de Watkins Glen en 1969
- Vainqueur des 1 000 kilomètres de Spa en 1969
- Vainqueur des 1 000 kilomètres de Monza en 1969

- 24 Heures du Mans
  - Deuxième en 1969 et 1980
  - Troisième en 1968, 1970 et 1972

## Liens externes

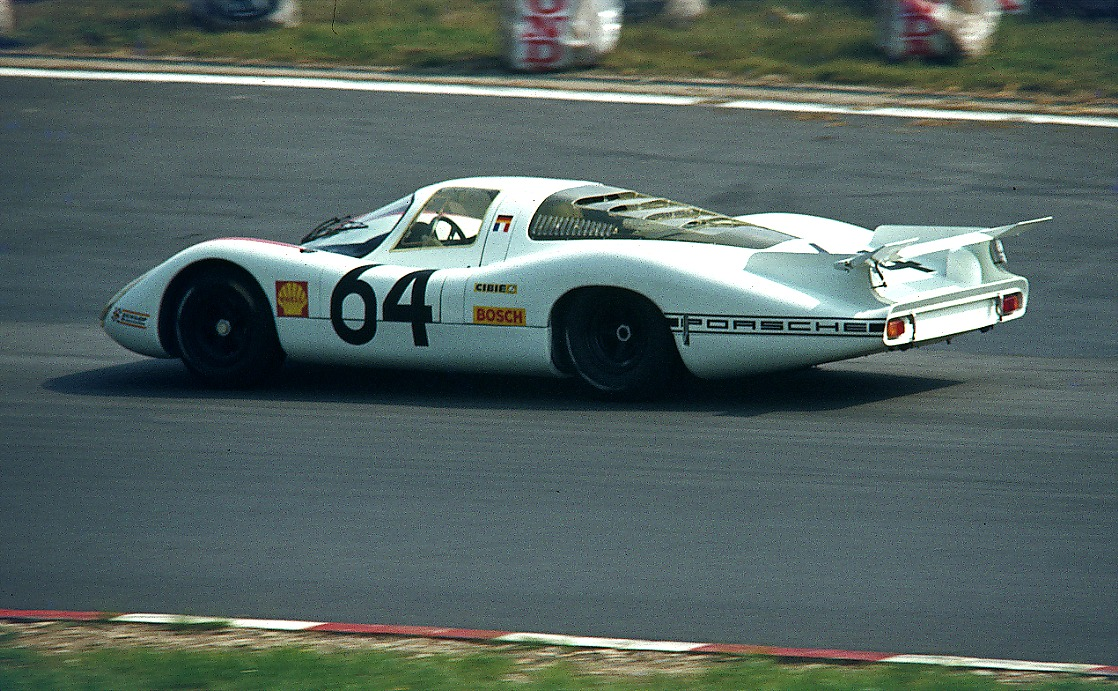
La version initiale coupé avec longue queue en 1968.
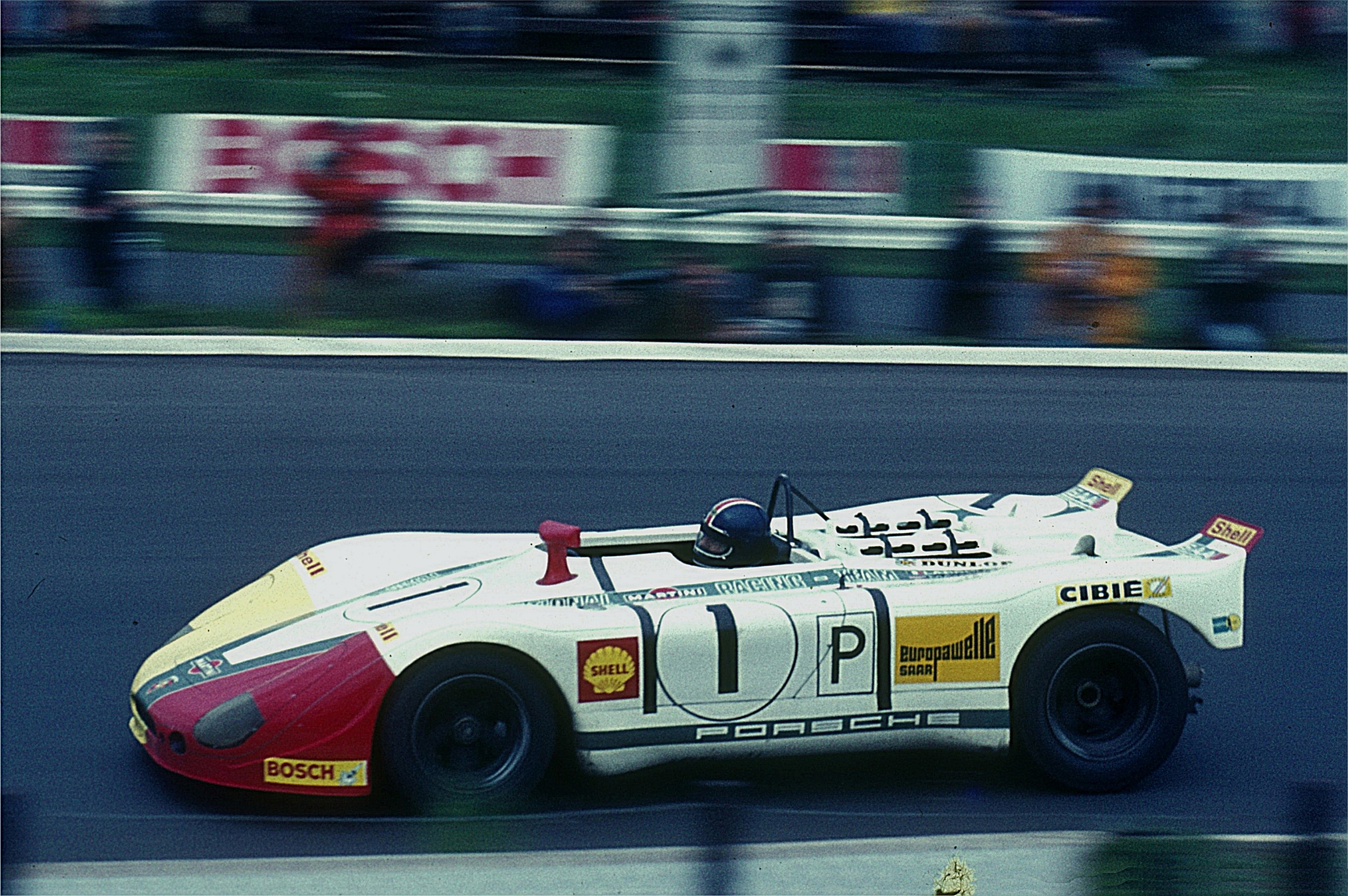
La 908/2 en 1970.
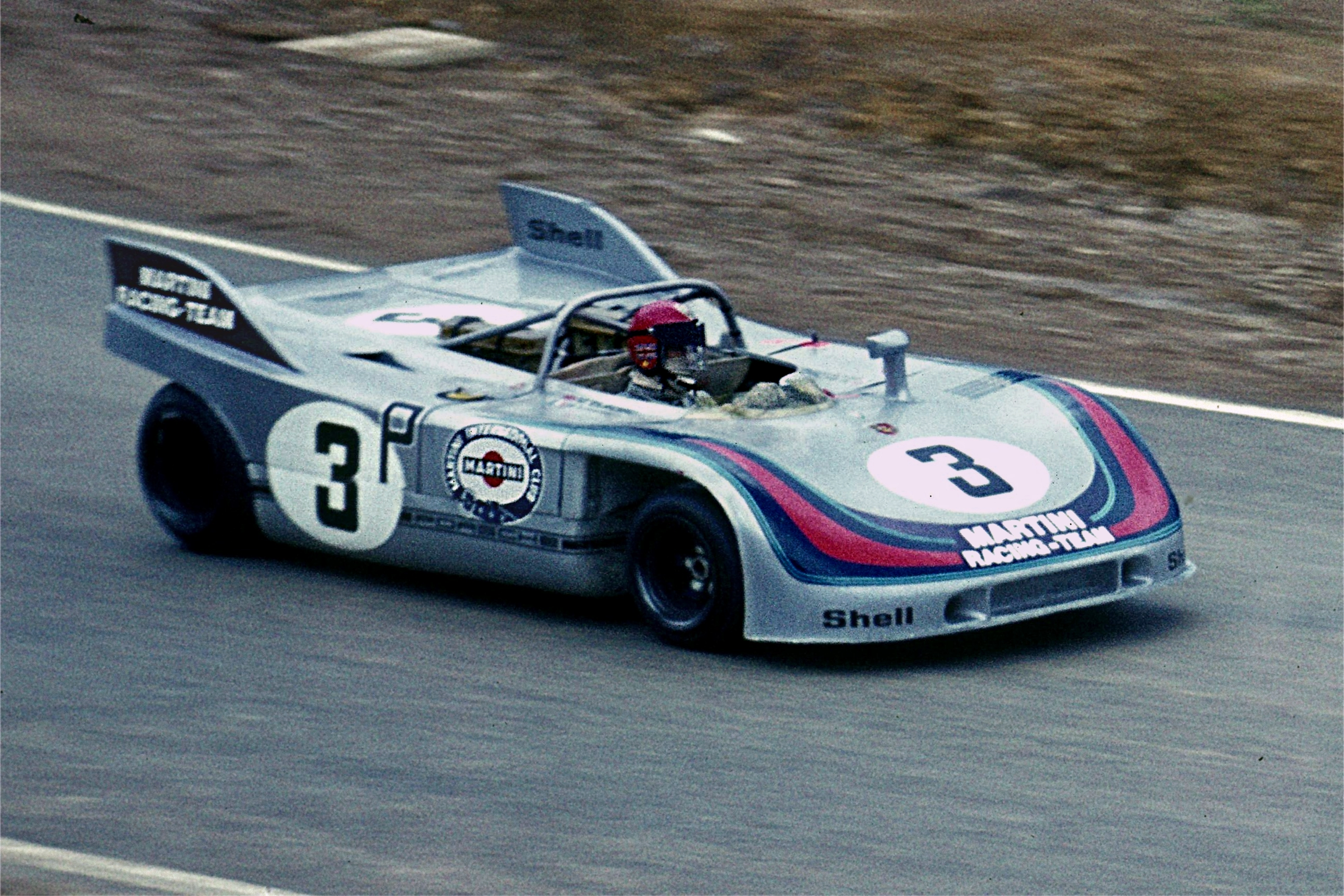
La 908/3 en 1971.
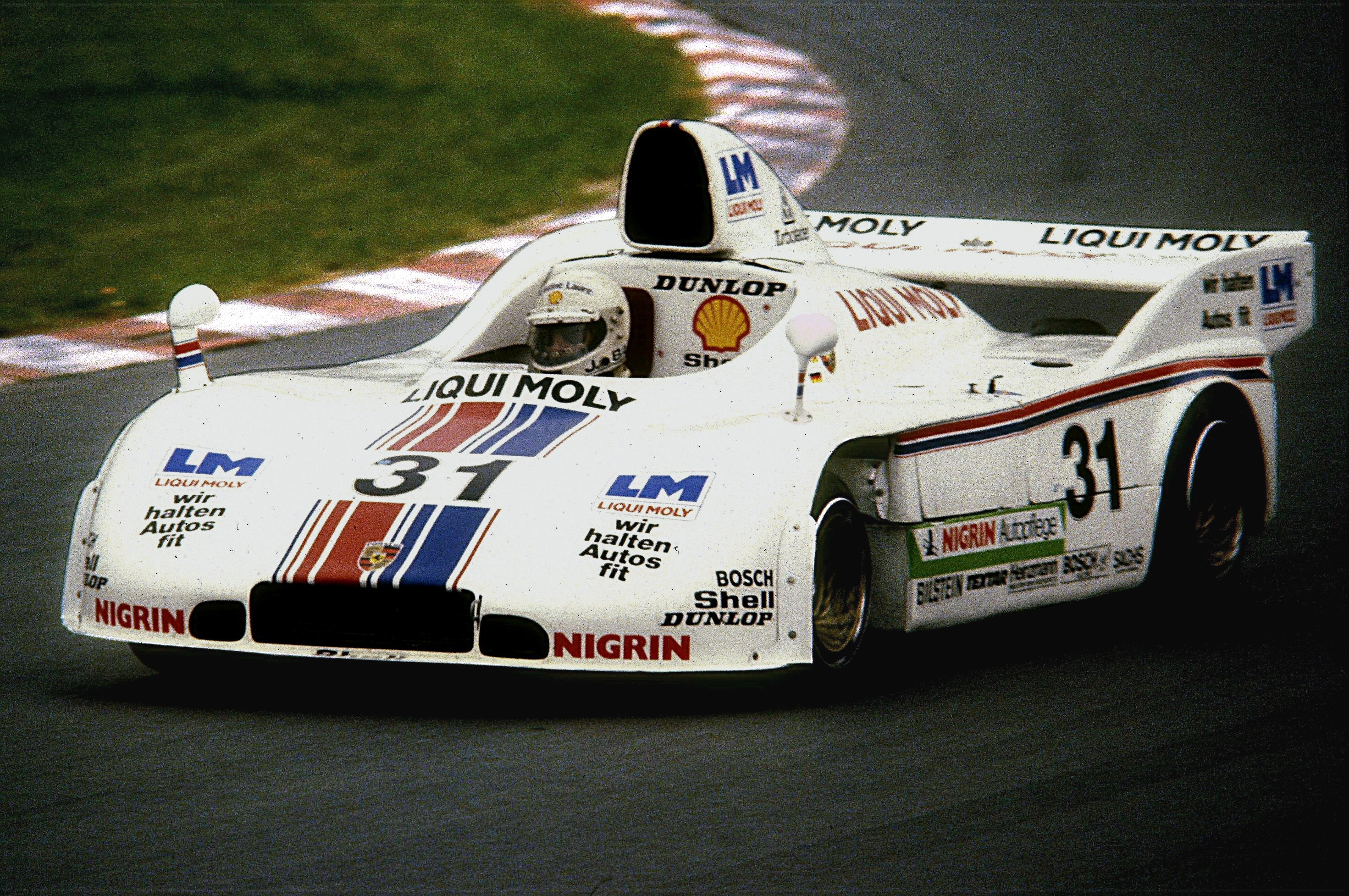
La version Turbo de 1980.